# Arroyo El Tala
El arroyo El Tala es un pequeño curso de agua de la cuenca hidrográfica del río Uruguay, ubicado en la provincia argentina de Entre Ríos. 
Nace al sur de la localidad de Talita, en el departamento de Uruguay, y se dirige con rumbo este hasta desembocar en el río Uruguay al sur de  la ciudad de Concepción del Uruguay.
- Datos: Q5705652